# (3302) Schliemann
(3302) Schliemann es un asteroide perteneciente al cinturón de asteroides, descubierto el 11 de septiembre de 1977 por Nikolái Stepánovich Chernyj desde el Observatorio Astrofísico de Crimea (República de Crimea).

## Designación y nombre
Designado provisionalmente como 1977 RS6. Fue nombrado Schliemann en honor al arqueólogo alemán Heinrich Schliemann.